# Cavour (550)
Cavour er et italiensk hangarskib (CVH) brugt af Marina Militare. Skibet er navngivet efter den italienske statsmand og politiker Camillo Benso di Cavour.

## Historie
Cavour blev køllagt ved Fincantieri værftet ved Sestri Levante den 17. juli 2001 og søsat den 20. juli 2004. Skibets søprøver begyndte i december 2006 og indgik i tjenesten den 27. marts 2008. Skibet blev erklæret fuldt operativt den 10. juni 2009.
Den 19. januar 2010 blev Cavour sendt til Haiti som en del af Operation White Crane, Den italienske nødhjælpsoperation for jordskælvet i Haiti 2010

## Beskrivelse
Skibet er designet til at kombinere fly- (V/STOL) og helikopteroperationer, medbringe en styrkestab samt transport af militært eller civilt personel og tunge køretøjer. Den 134 meter lange og 2.800 m2 store hangar fungerer som både en hangar til helikoptere og fly samt et lastdæk med plads til op til 24 kampvogne eller flere andre mindre køretøjer. (50 panserkøretøjer, 100+ Iveco lette køretøjer). Skibet er udstyret med en rampe der kan belastes med op til 70 tons og to elevatorer til flydækket der er certificeret til 30 tons. Cavour kan også fungere som en Landing Platform Helicopter (LPH), med sine tunge helikoptere (AW101 ASH) og cirka 325 marinesoldater.
Cavour har et deplacement på 27.900 tons, men kan nu lastes op til 30.000 tons efter man foretog en række forbedringer i 2008.
Oprindeligt skulle skibet være navngivet efter Luigi Einaudi, så Admiral Andrea Doria, før skibet fik sit nuværende navn. Nu da Cavour er blevet operativt har det fungeret som flådens flagskib suppleret af Giuseppe Garibaldi. 

## Eksterne links
- Wikimedia Commons har flere filer relateret til Cavour (550)
- Marina Militare: Cavour
- digilander.libero.it: Specifikationer og en billedsamling
- Naval-Technology.com: Cavour